# René Nicolas Charles Augustin de Maupeou
René Nicolas Charles Augustin de Maupeou [ejtsd: mopú] (Montpellier, 1714. február 25. – Le Thuit, 1792. július 29.) Francia jogász, politikus, Franciaország kancellárja (Chancelier de France - a legfőbb igazságügyi királyi tisztviselő, tulajdonképpen igazságügyminiszter). Leginkább az abszolutizmus szellemében a franciaországi parlement-ek, a királyi törvényhozási felségjogokat erősen korlátozó, 13 feudális, örökletes személyi összetételű regionális felsőbíróság hatalmának megtörésére tett, 1770 és 1774 közötti reformkísérletéről híres. XV. Lajos király 1774-ben bekövetkezett halála után az új uralkodó, XVI. Lajos visszavonta a hosszabb távon ugyan a monarchia és a Francia Királyság érdekeit szolgáló, de kontraproduktív módon, gyakran erőszakos eszközökkel végrehajtott, ezért rendkívül népszerűtlen reformokat és menesztette Maupeou-t. Apja René Charles de Maupeou kancellár (1688–1775) volt.

## Élete

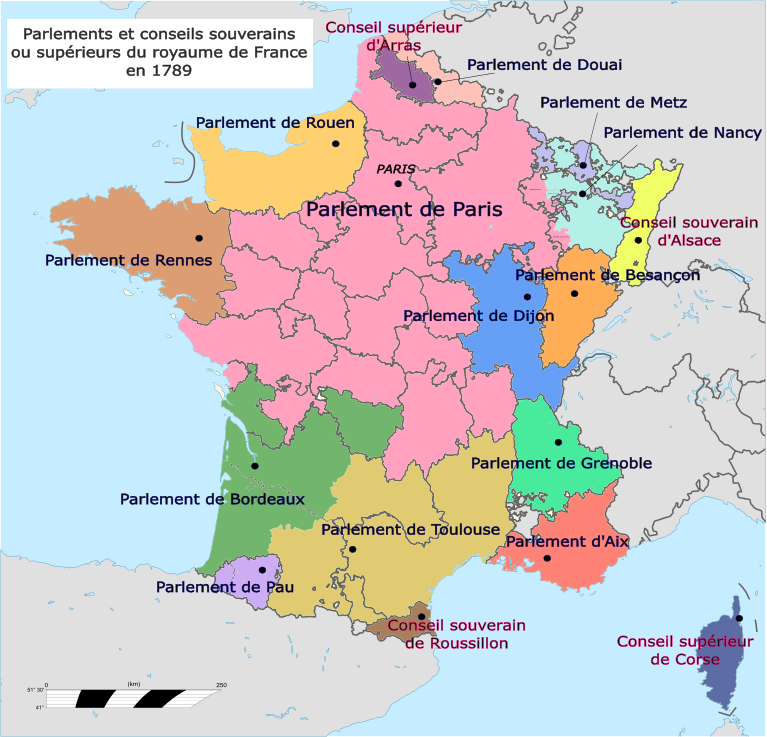
A franciaországi parlement-ek, azaz örökletes személyi összetételű, feudális, regionális felsőbíróságok és illetékességi területük 1789-ben.

Maupeou 1763-ban a párizsi parlament elnöke lett. Állásáról lemondván, Choiseul herceghez csatlakozott. 1768-ban apja lemondása után annak utóda lett a kancellár méltóságban és nyomban rá átpártolt a Madame du Barry pártfogása alatt álló Aiguillon herceghez, mire részt vett 1770 decemberében jótevője, Choiseul megbuktatásában. Ugyancsak 1770-ben történt, hogy XV. Lajos Maupeou kedvéért az Aiguillon ellen megindított pert beszüntette, amikor pedig a parlament tagjai tiltakoztak ez ellen, Maupeou 80 parlamenti tanácsost Párizsból a vidékre helyezett át. A parlament szolgalelkű tagjaiból pedig megalakította az ún. királyi tanácsot, melyet a közönség gúnyosan «Parlament Maupeou»-nak nevezett el. Megszüntette azonfelül Arras, Blois, Châlons, Clermont, Lyon és Poitiers parlamentjét és helyükbe királyi főtörvényszéket állított föl. Megszüntette továbbá a Châtelet-törvényszéket és az adókamarát. Az új királynak, XVI. Lajosnak első gondja volt, hogy a gyűlölt Maupeou-t számkivetésre ítélje és a régi parlamenteket újra életbe léptesse.